# Jean Heuclin
Jean Heuclin, né en 1949, est un médiéviste français.

## Biographie
Né à Cousolre en 1949 dans une famille d'industriels marbriers et de commerçants, il fait ses études secondaires à l'Institution Saint-Pierre de Fourmies, puis à l'université de Lille.
Son activité d'enseignant à Fourmies de 1971 à 1983 est marquée par de multiples activités culturelles et d'expositions dans le cadre de l'ancienne abbaye de Liessies autour des saints de l'Avesnois, ce qui lui permet de rencontrer Jean Leclercq et Jacques Dubois. Il s'intéresse également à la Résistance et à l'Occupation durant la Seconde Guerre mondiale avec l'association MEMOR, dirigée par E. Dejonghe. Enfin, les archives familiales lui permettent d'enquêter l'activité marbrière en Avesnois aux XIXe et XXe siècles.
Son parcours d'historien se déroule à Lille III avec sa thèse Recherche sur l'érémitisme en Gaule du nord, soutenue en 1980 qu'il compléta par un doctorat HDR sur Recherche sur le clergé mérovingien et carolingien en Gaule du nord, soutenu à Paris IV Sorbonne en 1995. Après avoir exercé des fonctions de chargé de cours à l'université de Lille III de 1984 à 1988, il succède au chanoine Henri Platelle au poste de professeur en histoire médiévale de l'université catholique de Lille. Vice-doyen chargé de la recherche à la Faculté des Lettres, il organise un premier colloque en 1989 sur Le Clergé dans la Révolution Française puis une série de congrès avec l'université de Paris XIII sur le monachisme publiés par le Cahmer. En 1988, il borganise avec Michel Rouche sous la présidence de G. Duby, les rencontres de Maubeuge sur La femme au Moyen-Age. Directeur du CREDHIR (Centre de recherche en histoire religieuse). Il encadre plusieurs travaux d'étudiants et obtient des bourses d'études à l'École française de Rome et aux Settimane di Spoleto.
Il assume en outre des responsabilités administratives de 1995 à 2011 comme doyen de la Faculté des Lettres et Sciences Humaines dont il assure le redressement et une réorganisation de type universitaire remarquée. Il contribue au renforcement des relations avec les universités publiques régionales et assure une large ouverture d'esprit sur d'autres courants de pensée. Au niveau des relations internationales, il noue des relations avec les universités russes de Moscou, les universités chinoises de Pékin et celles de l'Espagne tout en accueillant les échanges Erasmus avec l'Angleterre, les États-Unis et l'Italie.
Il a publié plus de 200 articles dans diverses revues scientifiques et collaboré à la mise en place du congrès international de Reims en 1998 sur le 500e centenaire du baptême de Clovis. Il fit labelliser le programme de célébration du centenaire de la Grande Guerre sur le thème La guerre incomprise : mythes et réalités par le Comité national. Son action lui permit la redécouverte de l'intégralité des 200 numéros de la presse clandestine diffusée dans le nord entre 1914 et 1916 sous les noms de La Patience et de l'Oiseau de France. Cette démarche s'inscrit dans la continuité des travaux qu'il avait menés pour l'édition en cédérom des Bulletins du Kulturkampf, édités par les cercles catholiques et protestants allemands rapportant de façon hebdomadaire le processus de nazification de l'Allemagne entre 1936 et 1939.
Nommé référent historique par la ville de Maubeuge pour le programme du centenaire, il eut l'occasion de redécouvrir l'œuvre de Hans von Zwehl, vainqueur à Maubeuge en 1914 et de pouvoir réécrire l'histoire de cette bataille « oubliée » par l'historiographie française.

## Publications
Il a publié de nombreux ouvrages comme :
- Manuel d'Histoire régionale, Lille, Éd. La Voix du Nord, 2002
- Code théodosien, Paris, 2002, 446 p., livre XVI, traduction, en coll. avec É. Nortier et M. Rouche
- Les sociétés en Europe du milieu du VIe siècle à la fin du IXe siècle, Paris, Éd du temps, 2003, 381 p.
- Pouvoirs, églises et société dans les royaumes de France, Bourgogne et Germanie aux Xe et XIe siècles, Paris, éd du Temps, 2008
- Édition des Mélanges Rouche, Le choc des cultures. Romanité, germanité, chrétienté, Lille, PU. Septentrion, 2003
- Aux origines monastiques de la Gaule du Nord, Lille, PU. Septentrion, 1988
- Hommes de Dieu et fonctionnaires du roi, prêtres et évêques de la Gaule du Nord du Ve au IXe siècle, PU. Septentrion, 1998
- Les Mérovingiens, éd Ellipses, 2014
- Les Carolingiens, éd Ellipses, 2018